# Buffalo Springfield
I Buffalo Springfield furono un gruppo di folk-rock statunitense degli anni sessanta proveniente da Los Angeles formato da Neil Young, Stephen Stills, Richie Furay, Bruce Palmer, Dewey Martin. Il gruppo ebbe vita breve: formatosi nel 1966, si sciolse due anni più tardi, nel 1968. I disaccordi personali fra Stills e Young, forti personalità musicali, uniti agli arresti per possesso di droghe dei membri del gruppo e i continui cambi di formazione, furono probabilmente all'origine della precoce fine della band. Curiosamente Stills e Young si troveranno ancora a suonare insieme all'interno del gruppo CSN&Y, costituitosi un paio d'anni più tardi.
Nel corso della sua breve carriera il gruppo pubblicò solo tre album, ma numerosi nastri demo, outtakes, versioni alternative e registrazioni live dell'epoca, furono pubblicate in seguito nei decenni successivi.
Nonostante la breve vita della band, è riconosciuta essere una delle più influenti della sua epoca, e ha ricevuto riconoscimenti postumi dalla Rock and Roll Hall of Fame come formazione cruciale di quegli anni.

## Storia

### Origini

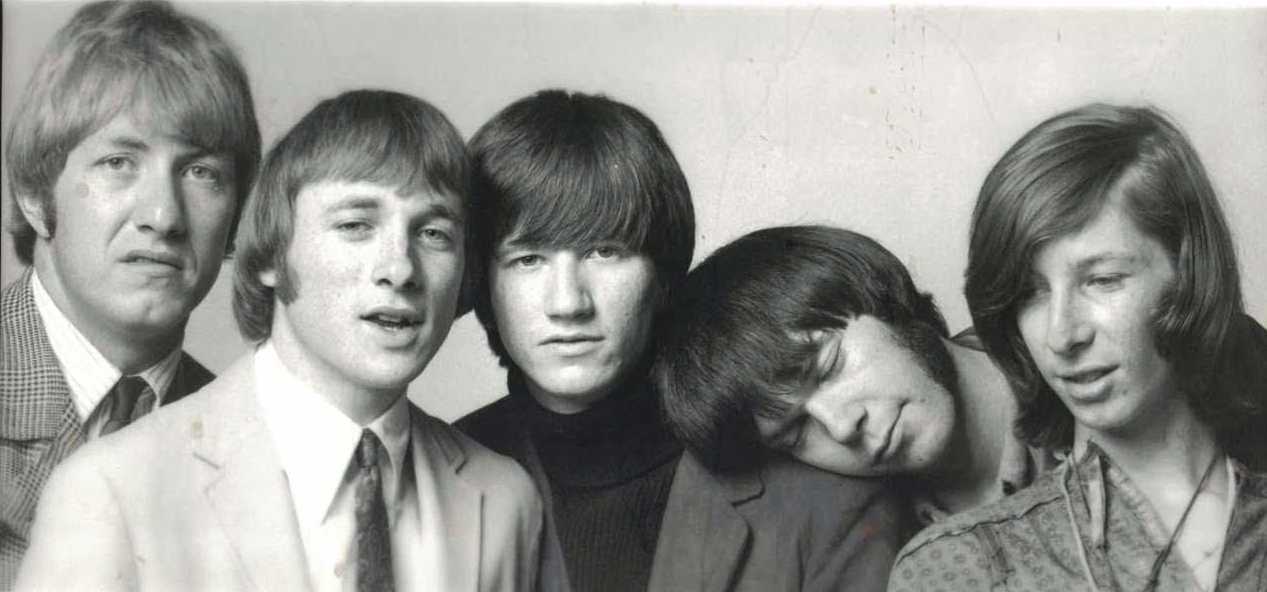
Foto promozionale dei Buffalo Springfield

Neil Young e Stephen Stills si incontrarono per la prima volta nel 1965 al Fourth Dimension di Thunder Bay, Ontario. Young era lì con i The Squires, un gruppo di Winnipeg nel quale militava fin dal febbraio 1963, mentre Stills era in tour con i The Company. Anche se i due non si sarebbero rivisti nuovamente ancora per circa un anno, l'incontro lasciò entrambi favorevolmente colpiti dal talento reciproco.
Quando i The Company si sciolsero alla fine del tour, Stills si trasferì sulla West Coast, dove avrebbe lavorato come session man, dopo una fallita audizione per entrare a far parte dei The Monkees.
All'inizio del 1966 a Toronto, Young conobbe Bruce Palmer, un bassista canadese che suonava in un gruppo chiamato Mynah Birds. In cerca di un chitarrista solista, Palmer invitò Young ad unirsi al gruppo, e Young accettò. I Mynah Birds erano in procinto di registrare un disco per la Motown Records, quando il cantante Ricky James Matthews (successivamente conosciuto come Rick James) venne arrestato per diserzione. Con l'album cancellato, Young e Palmer decisero di andare a Los Angeles dove speravano di incontrare Stills.
Una settimana dopo, scoraggiati dal non aver trovato Stills e pronti a partire alla volta di San Francisco, furono casualmente notati in strada proprio da Stills, Furay e Friedman, in mezzo al traffico sul Sunset Boulevard di Los Angeles. Stills e compagni erano seduti nel loro furgone quando riconobbero l'inconfondibile mezzo di locomozione di Young, un carro funebre Buick del '48. Colpiti dalla casualità del destino, i quattro musicisti decisero di metter su un gruppo insieme. Il batterista Dewey Martin, che suonava nel gruppo garage rock The Standells e aveva collaborato con artisti country come Patsy Cline e The Dillards, si unì alla neonata formazione una settimana dopo dietro suggerimento dell'allora manager dei Byrds, Jim Dickson.
Prendendo il nome da un modello di trattore, costruito dalla Buffalo-Springfield Roller Company, parcheggiato nei pressi dell'abitazione di Friedman (dove alloggiavano anche Stills e Furay), il nuovo gruppo debuttò l'11 aprile 1966 al The Troubadour di Hollywood. Pochi giorni dopo, la band iniziò un piccolo tour della California come gruppo d'apertura nei concerti di The Dillards e The Byrds.

### Management e prime incisioni
Prima della fine del tour, il bassista dei Byrds Chris Hillman persuase i proprietari del popolare locale notturno Whisky a Go Go a fare un'audizione ai Buffalo Springfield. La band superò la prova e divenne il gruppo fisso del locale per sette settimane, dal 2 maggio al 18 giugno 1966. Questa serie di concerti solidificò la reputazione della band attraendo l'interesse di alcune etichette discografiche. Friedman chiese a Dickie Davis, che in precedenza aveva lavorato con i Byrds, di interessarsi al management del gruppo. In cambio, Davis contattò i manager di Sonny & Cher, Charlie Greene e Brian Stone. Questi due arrangiarono un accordo di massima con Ahmet Ertegün della Atlantic Records e la band poté finalmente iniziare la registrazione del suo primo album ai Gold Star Studios di Hollywood.
Young, Stills e Furay avrebbero tutti inciso dei provini per l'album, ma Greene e Stone, autoproclamatisi produttori del disco, ritennero la voce di Young "troppo strana" ed assegnarono le principali parti vocali soliste a Furay.
Il primo singolo dei Buffalo Springfield, Nowadays Clancy Can't Even Sing, fu pubblicato nell'agosto 1966 senza riscuotere particolare successo al di fuori della zona di Los Angeles, dove entrò nella Top 25. Il gruppo rimase insoddisfatto dal primo missaggio dell'album in lavorazione. Infatti, Young e Stills erano convinti che il loro missaggio mono fosse superiore al missaggio stereo approntato da Greene e Stone. L'album, intitolato Buffalo Springfield, venne inizialmente pubblicato dall'etichetta sussidiaria dell'Atlantic Atco Records, sia in mono che in stereo nel dicembre 1966. Una versione modificata (vedi sotto) con un differente ordine dei brani, seguì nel marzo 1967.

### For What It's Worth
Nel novembre 1966 Stills compose la sua canzone più celebre, For What It's Worth, dopo aver assistito in prima persona alla repressione violenta da parte della polizia nei confronti dei giovani manifestanti sul Sunset Strip che protestavano contro la chiusura di un locale chiamato Pandora's Box. Il brano venne eseguito per la prima volta la sera del giorno del Ringraziamento al Whisky a Go Go, ed inciso pochi giorni dopo. A marzo 1967 si trovava nella Top Ten. La Atco decise di sfruttare il successo della canzone e sostituì il brano Baby Don't Scold Me con For What It's Worth ripubblicando l'album una seconda volta. For What It's Worth vendette circa un milione di copie nei soli Stati Uniti, diventando presto disco d'oro.

### Cambiamenti di formazione
Nel gennaio 1967, il gruppo volò a New York per esibirsi all'Ondine's, un club dove avrebbero suonato abitualmente anche i The Doors. Fu in questo periodo che Palmer subì il primo arresto per possesso di marijuana e venne conseguentemente rimpatriato in Canada.
Per sostituirlo, la band impiegò numerosi bassisti, fra i quali anche Mike Barnes e Jim Fielder dei Mothers of Invention.
In queste condizioni precarie, senza un bassista fisso, il gruppo iniziò le sessioni di registrazione per il nuovo album, provvisoriamente intitolato Stampede. Inoltre, Young e Stills incominciarono a litigare tra di loro perché ognuno insisteva nel voler produrre da solo i propri brani. Furay, che aveva cantato e suonato la chitarra sul primo album del gruppo senza però contribuire con nessuna canzone, iniziò a proporre brani da lui composti eguagliando il numero delle canzoni di Young presenti sul secondo album.
Nonostante Palmer fosse ritornato nella band all'inizio di giugno, Young se ne andò per dissidi vari non partecipando all'esibizione della band al Monterey Pop Festival, nel quale il gruppo lo sostituì esibendosi con Daily Flash e Doug Hastings alla chitarra, e con l'ospite d'eccezione David Crosby. Young ritornò in formazione nell'ottobre seguente in occasione di un concerto al Third Eye di Redondo Beach, California, e dopo aver detto addio a Greene e Stone (Ertegün li aveva convinti a lasciare il management della band), il gruppo passò il tempo diviso fra concerti vari e la rifinitura del secondo album, ora intitolato Buffalo Springfield Again, e prodotto sotto la supervisione di Ertegün stesso.
Anche se è più un amalgama di lavori individuali piuttosto che uno sforzo collettivo, Buffalo Springfield Again viene considerato da molti critici e fan come il capolavoro dei Buffalo Springfield. Pubblicato nel novembre 1967, il disco include brani celeberrimi come Mr. Soul, Rock & Roll Woman, Bluebird, Sad Memory e Broken Arrow.

### Last Time Around
Nel gennaio 1968, il secondo arresto per droga di Palmer si abbatté come un fulmine a ciel sereno sul periodo di maggior successo della band. Questa volta, il chitarrista e tecnico del suono Jim Messina venne ingaggiato come sostituto permanente di Palmer al basso. Anche Young iniziò a presentarsi sempre più di rado in studio e ai concerti, lasciando spesso Stills a suonare da solo tutte le parti di chitarra. Furono impiegati diversi turnisti, e tutti i brani che apparvero sull'ultimo album vennero registrati alla fine di marzo, con Messina in veste di produttore, ma il gruppo era chiaramente in procinto di sciogliersi. Nell'aprile 1968, dopo altri guai giudiziari inerenti alla droga che coinvolsero Young, Furay, Messina ed Eric Clapton, il gruppo si sciolse definitivamente.
Dopo lo scioglimento, Furay e Messina assemblarono varie tracce registrate tra la metà del 1967 e l'inizio del 1968 per creare un terzo ultimo album dei Buffalo Springfield intitolato Last Time Around. Nonostante la presenza di brani validi come la toccante ballata Kind Woman di Furay, la polemica Four Days Gone di Stills, e il classico di Neil Young I Am a Child, solo poche delle restanti tracce includevano più di due o tre componenti della band contemporaneamente e l'opera appariva alquanto sfilacciata non riscuotendo particolare successo. Persino la copertina fu ottenuta ricorrendo all'uso di un fotomontaggio, dato che l'immagine di Young venne aggiunta in un secondo momento a quella degli altri quattro membri del gruppo.

## Lascito artistico
Nonostante la considerevole fama raggiunta, i Buffalo Springfield non ebbero mai un vero successo commerciale su larga scala. For What It's Worth fu il loro brano più noto e di maggior successo, ma la leggenda del gruppo crebbe lentamente con il passare degli anni, di pari passo con il successo dei suoi membri dopo lo scioglimento della band.
Nel 1968 Stills formò i Crosby, Stills & Nash con David Crosby dei The Byrds e Graham Nash dei The Hollies. Young si lanciò nella sua fortunata carriera solista, ma nel 1969 si riunì con Stills entrando a far parte dei celebrati Crosby, Stills, Nash & Young. Furay e Messina furono i membri fondatori dei Poco. Successivamente Furay con J.D. Souther e Chris Hillman formò la Souther-Hillman-Furay Band, e Messina si unì a Kenny Loggins nei Loggins & Messina.
Bruce Palmer era la prima scelta dei CSN&Y per suonare il basso nella band, ma a seguito di svariati problemi personali l'idea non si concretizzò mai ed egli venne rimpiazzato da Greg Reeves. Dopo aver inciso uno sfortunato album solista nel 1970, Palmer scomparve nell'oscurità per diversi anni, riemergendo dall'anonimato solo nei primi anni ottanta per suonare sull'album Trans di Young.

## New Buffalo Springfield
Nel settembre 1968 Martin diede vita ad una nuova apocrifa incarnazione dei Buffalo Springfield. Nominata "New Buffalo Springfield", la formazione della band consisteva nei chitarristi Dave Price e Gary Rowles (figlio del pianista jazz Jimmy Rowles), nel bassista Bob Apperson, nel batterista Don Poncher e nel fiatista Jim Price, che successivamente avrebbe collaborato con successo in diverse occasioni con Delaney Bramlett, Rolling Stones, Joe Cocker, e altri.

## Formazione
- Neil Young - chitarra, armonica a bocca, pianoforte, voce
- Stephen Stills - chitarra, tastiere, voce
- Richie Furay - chitarra, voce
- Bruce Palmer - basso
- Dewey Martin - batteria, voce
- Jim Messina - basso (dal 1968)

## Discografia

### Album in studio
- 1966 - Buffalo Springfield
- 1967 - Buffalo Springfield Again
- 1968 - Last Time Around

### Raccolte
- 1969 - Retrospective: The Best of Buffalo Springfield
- 1973 - Buffalo Springfield
- 2001 - Buffalo Springfield